# Папалексі Микола Дмитрович
Микола Дмитрович Папалексі (20 листопада (2 грудня) 1880, Сімферополь — 3 лютого 1947, Москва) — фізик, визнаний основоположник радянської радіоастрономії, академік АН СРСР.

## Життєпис
Микола Папалексі народився в Сімферополі 20 листопада (2 грудня) 1880 року в сім'ї військовослужбовця. Навчався спочатку в Сімферопольській, а потім у Полтавській гімназії, яку закінчив у 1899 із золотою медаллю.
Продовжив освіту в Берлінському (1899-1900) та Страсбурзькому (1899-1904) університетах. У 1904 закінчив Страсбурзький університет. У 1904 по поданні дисертації та здачі іспитів з відзнакою отримав ступінь доктора фізико-математичних наук Страсбурзького університету.  Працював (1904-1914) у Фізичному інституті Страсбурзького університету лаборантом, до 1914 — асистентом у професора Карла Брауна, пізніше приват-доцентом; займався різними науковими та науково-технічними питаннями в області електромагнітних коливань та їхніх застосувань до радіотехніки.  У Страсбурзі Микола Дмитрович познайомився з Л.І.Мандельштамом, своїм науковим соратником і другом.
У 1907 працював у Кембриджі в лабораторії відомого англійського фізика Джозефа Джона Томсона, де провів дослідження часу порушення флуоресценції.  У 1911 після подання дисертації та проведення пробної лекції був допущений як приват-доцента до читання лекцій в Страсбурзькому університеті.  З 1911 по 1914 читав в університеті лекції і проводив дослідження в області електромагнітних коливань і оптики.
Повернувся до Росії в 1914. З початком першої світової війни став консультантом Російського товариства бездротового телеграфування і телефонування у Петрограді, де до 1916 року провів роботи зі спрямованої радіотелеграфії, досліди з радіозв'язку з підводними човнами і телекерування, керував розробкою перших зразків російських радіоламп.
У 1918 переїхав до Москви, де брав участь в організації Шаболовскої радіостанції. Восени 1918 поїхав у відпустку до рідних у Полтаву і не зміг повернутися до Москви через розпочату громадянську війну.  Прийняв запрошення Мандельштама на кафедру фізики в щойно організованому Одеському політехнічному інституті. Брав участь в заснуванні, а потім і працював в Одеському політехнічному інституті (1918-1922), де з 1920 був професором. Вів заняття зі студентами з метеорології, теоретичної електротехніки та теорії коливань.
У 1922 повернувся в Москву, протягом двох років працював консультантом в лабораторіях тресту «Електрозв'язок».  Зважаючи на переїзд Московської лабораторії тресту в Ленінград і організації Центральної радіолабораторії, в 1924 переїхав до Ленінграда. Працював у центральній радіолабораторії в Ленінграді (пізніше Електрофізичний інститут), де в 1923-1935 роках спільно Л.І.Мандельштамом керував науковим відділом; ними тоді були проведені основні роботи з нелінійних і параметричних коливань; вивчені і відкриті резонанс n-го роду, комбінаційні і параметричні резонанси, розроблений метод параметричного збудження електричних коливань, також за допомогою запропонованого ними інтерференційного методу вони детально досліджували поширення радіохвиль над земною поверхнею та здійснили точне вимірювання їхньої швидкості.  Працюючи в той час в Ленінграді був професором Ленінградського політехнічного інституту.
Потім працював у Фізичному інституті імені П.М.Лебедєва АН СРСР (з 1935 року керівник відділу коливань) і з 1938 року в Енергетичному інституті АН СРСР в Москві.  З 1944 року був головою Всесоюзної наукової ради з радіофізики та радіотехніки при АН СРСР.  У різний час був також головою Фізичного товариства, президентом Фізико-хімічного товариства при Ленінградському університеті, головою Полярної комісії з дослідження радіозв'язку в Арктиці.  Робота Миколи Дмитровича «Про вимірювання відстані від Землі до Місяця за допомогою електромагнітних хвиль» (1946) вважалася теоретичними основами радіолокаційної астрономії в СРСР.
Був одружений з Віллер Кларою Ефраїмівною.  Помер 3 лютого 1947 року в Москві.

## Наукові здобутки
Основні роботи в області радіотехніки, радіофізики,, теорії нелінійних коливань.  Перші роки після повернення зі Страсбурга працював над створенням вітчизняних приймально-підсилювальних та генераторних ламп.  Першим застосував для розжарювання електродів високочастотний індукційний нагрів.  Розробляв лампові приймачі для оборонних цілей.  Працював над удосконаленням радіотелефонного зв'язку.  Вніс великий внесок в теорію нелінійних коливань.  Створив параметричні генератори.  Розробив інтерференційні методи вивчення поширення радіохвиль. Особливу увагу приділяв використанню радіохвиль в геодезії, астрономії, при вивченні іоносфери. Висунув ідею радіолокації Місяця.
Папалексі — основоположник радіоастрономічних досліджень в СРСР. Спостереження над поширенням радіохвиль під час сонячних затемнень 1936 і 1945, здійснені під керівництвом Папалексі, дозволили отримати важливий матеріал про властивості іоносфери.  У своїй монографії «Про вимірювання відстані від Землі до Місяця за допомогою електромагнітних хвиль» (1946) Папалексі заклав теоретичні основи радіолокаційної астрономії в СРСР.  У ній подано докладний аналіз можливостей радіолокаційного методу для астрономічних вимірів, обговорено також можливість оптичної локації Місяця, що передбачило експерименти, здійснені згодом за допомогою лазерів.  Для експериментальної перевірки теоретичного висновку В.Л.Гінзбурга і Й.С.Шкловського про те, що джерелом радіовипромінювання Сонця є зовнішні шари сонячної атмосфери — хромосфера і корона, Папалексі організував в 1947 експедицію до Бразилії для спостереження повного сонячного затемнення. Однак смерть завадила Папалексі здійснити ці плани.  Очолив експедицію С.Е.Хайкін.  Оцінюючи перспективи розвитку радіоастрономії, Папалексі говорив: «Є всі підстави думати, що із застосуванням радіометодів для астрономії відкриється нова ера, яку за її значущістю можна порівняти з відкриттям фраунгоферових ліній і застосуванням спектроскопії в астрофізиці і яка допоможе ще глибше проникнути в таємниці світобудови».
Микола Дмитрович Папалексі є автором наукового відкриття «Явище радіовипромінювання сонячної корони», внесеного у Державний реєстр наукових відкриттів СРСР під № 81 з пріоритетом від 28 жовтня 1947 у такому формулюванні: «Експериментально встановлено невідоме раніше явище, яке полягає в тому, що джерелом випромінювання Сонцем радіохвиль в зовнішній простір є сонячна корона, причому найбільш інтенсивно випромінючі області корони відповідають оптично активним областям фотосфери Сонця».

## Премії та нагороди
- Премія імені Д. І. Менделєєва (1936, спільно з Л. І. Мандельштамом)
- Сталінська премія (1942)
- Орден Леніна (1945)

## Виноски
1. ↑  Жизнь инженера Гуревича (глава из книги «Челябинская баллада, или Как это делалось тогда»
2. ↑  Развитие астрономии в СССР. М.: Наука, 1967, с. 271
3. ↑  Научные открытия России. Научное открытие «Явление радиоизлучения солнечной короны».